# Pierre Bertrand (1897-1980)
Pour les articles homonymes, voir Pierre Bertrand et Bertrand.
Pierre Bertrand, né le 3 décembre 1897 à Lyon et mort le 18 octobre 1980 à Ramatuelle, a été maire de Lyon du 20 janvier 1943 au 3 septembre 1944.
Le père de Pierre Bertrand est un fabricant de soieries. Après des études chez les frères maristes de Saint-Chamond. Il veut être médecin et entre au service des pansements de l'Hôtel-Dieu. Mobilisé en 1916 il est affecté à l'hôpital de Montigny-sur-Vesles. À la fin de la guerre il est médecin puis chirurgien lyonnais. Il est membre de l'Action française  et un dirigeant de la Légion française des Combattants.  Il n'a aucune expérience politique lorsqu'il est nommé par Vichy.
Pendant les fonctions de Pierre Bertrand, la Ville de Lyon vit entre autres : son bombardement par l’aviation américaine le 26 mai 1944,
la venue du Maréchal Pétain le 5 juin 1944 (il est informé du débarquement allié en Normandie au petit matin du 6 juin alors qu’il passait la nuit à Collonges avant de se rendre à Saint-Étienne),
l’enterrement de l’unique conseillère municipale Jeanne Chevenard. Née Jeanne-Mélanie Viollet, cette syndicaliste ralliée à Vichy par anticommunisme est abattue par la Résistance dans le jardin de sa résidence à Parilly (Vénissieux) le 29 juin 1944.
Le 3 septembre 1944, un arrêté d’Yves Farge, Commissaire de la République, suspend le Conseil municipal. Pierre Bertrand est démis de ses fonctions.
Le 11 novembre 1944, sur mandat d’arrêt d’Yves Farge, Pierre Bertrand est écroué à la prison Saint-Paul dans une affaire de dénonciations de médecins lyonnais à la suite desquelles plusieurs ont été fusillés. Relâché le 25 décembre 1944, il bénéficie d’un non-lieu.
Sur proposition d’Édouard Herriot, il reçoit la Légion d’honneur en 1954 pour faits de résistance.
Il meurt à Ramatuelle (Var) le 18 octobre 1980.